# ベン・サハル
ベン・サハル（ヘブライ語: בן שׂהר, ラテン文字転写: Ben Sahar, 1989年8月10日 - ）は、イスラエル・ホロン出身のサッカー選手。マッカビ・ハイファFC所属。ポジションは、FW。ベン・サハー、ベン・サハールとも表記される。ユダヤ人。
僅か16歳、チェルシーFCでの2季目の時点で既に見習いと同等の扱いだった。サハルは、まずU-16代表でのアイスランド戦でチェルシーの目に留まって以降、U-21, A代表とステップアップしていった。クラブレベルでは、ハポエル・テルアビブFCの下部組織に在籍し、イトザク・シュム（en）監督の下でトップチームに昇格する中、いかなる公式戦にも出場することなく2006-07シーズン開始前にチェルシーへの移籍が決定した。
また、サハルの母親がEU加盟国であるポーランドに出自を持つことから、ポーランドの市民権も有していたため、英国での労働許可証の問題なくプレーすることが出来た。

## 経歴

### クラブ
サハルは、故郷イスラエルのModi'inでキャリアを始め、ハポエル・テルアビブFCの下部組織に入団する前にSportop Football Academyに入学した。

#### チェルシー
スタンフォード・ブリッジでの2ヶ月ものトライアルを経て、2006年5月に移籍金32万ポンドでイングランド1部のチェルシーFCと契約を締結した。
2007年1月6日にFAカップのマクルズフィールド・タウンFC戦でトップチームに招集され、76分にサロモン・カルーと交代で公式戦初出場を飾り、それから4日後にフットボールリーグカップのウィコム・ワンダラーズFC戦（1-1）で60分から途中出場をした。2007年1月13日には、ウィガン・アスレティックFC戦で82分にアリエン・ロッベンと交代でリーグ戦初出場を飾った。チェルシー在籍中に出場したリーグ戦は、ウィガン戦の他にマンチェスター・ユナイテッドFC戦, エヴァートンFC戦と3試合に終わった。

#### クイーンズ・パーク・レンジャーズ
2007年7月26日に3ヶ月の期限付き移籍でイングランド2部のクイーンズ・パーク・レンジャーズFCと契約。シーズン開幕前の試合で同国1部のフラムFC（2-1勝利）相手に2得点を挙げる活躍を見せ、その後、期限付き移籍の期間が2008年1月2日まで延長された。しかし、リーグ戦では幾度もの負傷から9試合0得点に終わった。

#### シェフィールド・ウェンズデイ
QPRでの負傷に悩まされた期間が終了後にチェルシーへ復帰すると、2008年2月21日に1ヶ月の期限付き移籍で同2部のシェフィールド・ウェンズデイFCと契約。その後、4月19日まで延長され、最終的に5月4日のシーズン終了まで延長された。3月22日のクリスタル・パレスFC戦で移籍後初得点を挙げ、スカンソープ・ユナイテッドFC戦, ノリッジ・シティFC戦でも得点を挙げた。クラブは3部への降格の危機にあったものの残留を果たすのに、サハルの終盤戦での得点が重要なものとなった。

#### ポーツマス
2008年6月12日にオランダ1部のNECナイメヘンへ期限付き移籍する 動きがあったが、金銭問題から契約がまとまらず、最終的に半年の期限付き移籍で昨季のFAカップ王者ポーツマスFCと契約が締結され、背番号26が与えられた。シーズン前の親善試合では定期的に起用され、ナイジェリア・プレミアリーグ王者のカノ・ピラーズFC（en）, イングランド6部のハヴァント・アンド・ウォータールーヴィルFC, イングランド8部のゴスポート・バラFC（en）等を相手に7試合に出場し、得点を重ねていった。しかし、本番のリーグ戦では3試合にベンチ入りしたのみで出番は訪れずに終わったことで、サハルはチャンスすら与えられなかったことに失望したと語った。

#### デ・フラーフスハップ
2009年1月に期限付き移籍でオランダ1部のデ・フラーフスハップと契約を締結 し、シーズン終了までプレーした。シーズン前に行われたトルコ1部のシヴァスポルとの親善試合で初出場、ベルギー1部のKVメヘレンとの親善試合で初得点にして2得点を記録。2009年1月17日のヴィレムII戦でリーグ初出場を飾ると、試合開始から17分にルーク・デ・ヨングからのパスを受け、16メートルの距離からディフェンダーの右上を通過するシュートを放ち、リーグ初得点を記録。2得点目は2部降格間近のローダJC戦でのものだった。ホームにSCヘーレンフェーンを迎えた試合でデ・ヨングのプレーから左足で通算3得点目を挙げた。NEC戦（ホーム2-2）では、1度PKを外すも再度PKを決め先制し、近距離から2得点目にして通算5得点目を挙げた。クラブとしては、リーグ戦を下から2番目で終えたためMVVマーストリヒトとの昇降格プレイオフにまわり、第1戦（アウェイ3-2勝利）で試合開始1分も経たないうちに先制点を挙げた。
オランダの地ではリーグ戦16試合5得点1アシスト、昇降格プレイオフで6試合1得点2アシスト、合計22試合6得点3アシストを記録した。

#### エスパニョール
約2年間続いていたレンタル生活にピリオドを打ち、2009年6月23日にRCDエスパニョールと4年契約を締結 し、背番号14を与えられた。移籍金は100万ユーロとみられている。8月2日のリヴァプールFCとの親善試合で2得点を挙げたことで同試合の最優秀選手に選出され、9月23日にマラガCFとのリーグ戦（ホーム2-1勝利）で公式戦初得点を挙げるなど幸先良いスタートとなった。しかし、ラウール・タムードの後継者候補として期待されながらも、この得点が同シーズンに挙げた唯一のものだった。

#### ハポエル・テルアビブ
サハルの代理人は反対していたものの、2010年7月20日に1年間の期限付き移籍で古巣ハポエル・テルアビブと契約を締結。この時にテルアビブ側は、将来に移籍した際の移籍金10%の権利を10万ポンドで購入した。UEFAチャンピオンズリーグ 2010-11予選3回戦のカザフスタン1部FCアクトベ戦でイタイ・シェフテル（en）のパスから公式戦初得点を挙げ、同大会プレイオフのレッドブル・ザルツブルク戦（アウェイ2-3勝利）でも得点を挙げた。
一方リーグ戦では、当初馴染むまで時間を要した（アシスタント監督のヨッシ・アブカシス（en）は、サハルが自分自身への精神的圧力を理由に挙げている）が、シェフテルが負傷により離脱したことに伴い出場時間を増やし、トト・タマズ（en）と素晴らしいコンビを築き、14得点を挙げた。

#### オセール
2011年7月4日に1年間の期限付き移籍（買取りオプション付き）でフランス1部のAJオセールと契約。リールに移籍したイレネウシュ・イェレンの後釜として見られている。RCランスとの親善試合（2-0勝利）で初得点を記録。2011-12シーズンのモンペリエHSCとの開幕戦で初出場を飾り、フランス1部に出場したイスラエル人選手としては1993-94シーズンにASカンヌに在籍したタル・ベニン以来となった。第4節のACアジャクシオ戦で26分に足を負傷し、約1ヶ月の離脱となった。負傷から復帰後2戦目の第9節ASサンテティエンヌ戦（1-1）で試合開始5分にアントニー・ル・タレクのパスからリーグ戦初得点を挙げた。10月26日のクープ・ドゥ・ラ・リーグで29分に再度ル・タレクのパスから得点を挙げたが、クラブは1-2で敗退した。
第12節でロワ・コントゥ（en）に代わり後半から出場。試合はダリウシュ・ドゥドゥカがPKを得るも1-3で敗北。次節のトゥールーズFC戦（ホーム2-0勝利）でクラブは5試合ぶりに勝利し、サハルは先発出場するが、出来はあまり良いとはいえず55分にコントゥと交代。第14節のヴァランシエンヌFC戦（アウェイ1-2敗北）はベンチスタートとなり再び後半からコントゥに代わり出場している。続くオリンピック・リヨン戦とパリ・サンジェルマンFC戦では2試合連続で出番が訪れなかった。期待にそうような活躍を見せることが出来ず、ついにジェラール・ブルゴワン会長から"キャスティング・エラー"と厳しい言葉が投げかけられた。そのような状況下で迎えた12月11日のOGCニース戦（ホーム2-1勝利）に左サイドで先発出場すると、13分にデニス・オリエクの得点をアシストを記録し、後半にオリエクのパスから公式戦通算3得点目を頭で決めるなど活躍を見せ、クラブを勝利に導いた。第26節のリール戦（2-2）では後半から出場し、2-0と先制される中で得点を挙げ、さらにアシストを決め、貴重な勝ち点1を獲得することに貢献した。しかし、ローラン・フルニエ監督からジャン＝ギー・ワレム監督に交代以降は起用されることなく、クラブは最下位でシーズンを終了。2012年6月、買取りオプションは行使されず、エスパニョールへの復帰が決定した。

#### ヘルタ・ベルリン
2012年7月19日に自由移籍でドイツ2部のヘルタ・ベルリンと契約。9月16日のVfRアーレン戦（ホーム2-0勝利）で82分から初出場を飾った。

#### アルミニア・ビーレフェルト
2014年1月21日、ドイツ2部のアルミニア・ビーレフェルトへシーズン終了までの期限付き移籍。

#### ヴィレムII
2014年7月、エールディヴィジのヴィレムIIへ完全移籍。

#### ハポエル・ベエルシェバ
2015年7月8日、ハポエル・ベエルシェバFCに移籍した。

### 代表
2006年10月7日にU-21欧州選手権2007予選プレイオフのU-21フランス戦（1-1）でU-21代表初出場を飾り、初得点を挙げた。イスラエルは2戦合計2-1でフランスを破り、予想外の予選突破を果たした。
2007年2月7日のウクライナ戦に17歳半ばでA代表史上最年少出場を飾った（後にガイ・アスリンが同記録を更新している）。3月24日のイングランド戦に69分から途中出場したのが、通算出場2試合目だった。それから4日後のエストニア戦（4-0勝利）では途中出場ながらもで2得点挙げたことで代表史上最年少の得点者となった。なお、サハルはチェルシー史上最年少のA代表出場、得点を記録した選手となっている。2008年9月6日に2010 FIFAワールドカップ・ヨーロッパ予選のスイス戦で通算3得点目、それから約1年後の2009年9月9日に同予選のエストニア戦で通算4得点及び5得点目を記録した。

### 軍事
徴兵制があるイスラエルの国民であるため、3年間軍務に服するため一時イスラエルに帰国しなければならないとされている。一方で彼に徴兵免除を与えるための法律（愛称"ベン・サハル法律"）を通す動きもある。しかし、結果として法案が通過しなかったため、イスラエル国防軍に入隊することとなった。休暇のたびにイスラエルへ戻り、兵役に就いている。

## タイトル
クラブ
ハポエル・テルアビブFC
- イスラエル・ステートカップ : 2011

ヘルタ・ベルリン
- 2. ブンデスリーガ : 2012-13

ハポエル・ベエルシェバFC
- イスラエル・プレミアリーグ : 2015-16, 2016-17, 2017-18
- イスラエル・ステートカップ : 2019-20

マッカビ・ハイファ
- イスラエル・プレミアリーグ : 2021-22